# Vườn quốc định Iki-Tsushima
Vườn quốc định Iki-Tsushima (壱岐対马国定公园 Iki-Tsushima Kokutei Koen ?) là một Vườn quốc gia dự kiến nằm trên đảo Iki và Tsushima, Nagasaki, Nhật Bản. Nó được thành lập vào 22 tháng 7 năm 1968 và có diện tích 119,50 km 2 (46,14 sq mi).